# Matthias Andreas Fritz
Matthias Andreas Fritz (* 8. Dezember 1968) ist ein deutscher Indogermanist.

## Leben
Matthias Andreas Fritz ist ein Urenkel des Mediziners Adolf Büttner, der nach seiner Zeit als Truppenarzt von 1914 bis 1919 im Jahre 1919 in Heidelberg bei Paul Ernst, Professor für Anatomie und Pathologie, mit der Dissertation "Über das Eindringen von Fremdstoffen in die feineren Luftwege" (Heidelberg 1919) promoviert wurde, und ein Urgroßneffe des Pfarrers Conrad Wißmath, des Autors einer "Chronik der vormals nürnbergischen Pfarrei Entenberg" (Rothenburg o. Tbr. 1899). Nach dem Abitur am humanistischen Franz-Ludwig-Gymnasium in Bamberg studierte Matthias Andreas Fritz von 1989 bis 1994 vergleichende Sprachwissenschaft in Erlangen und Würzburg, wo er 1994 den Magister erwarb. Der Freistaat Bayern förderte ihn von 1994 bis 1996 mit einem Promotionsstipendium. Von 1996 bis 2001 war er wissenschaftlicher Mitarbeiter an der Freien Universität Berlin, wo er 1998 in vergleichender Sprachwissenschaft promoviert wurde. Von 2001 bis 2008 war er wissenschaftlicher Assistent an der Freien Universität Berlin, wo er 2003 in vergleichender Sprachwissenschaft habilitiert wurde und wo er seit 2004 als Privatdozent für Vergleichende und Indogermanische Sprachwissenschaft am Institut für Griechische und Lateinische Philologie tätig ist. Von 1993 bis 1997 war er Lektor für Sanskrit an der Julius-Maximilians-Universität Würzburg. An der Universität Potsdam war er von 1997 bis 2005 Lektor für Griechische und Lateinische Sprachwissenschaft. Armenisch lehrte er 1999 als Lektor an der TU Dresden. Am CNRS und EPHE in Paris forschte er 2007 mit einem Feodor-Lynen-Stipendium der Alexander von Humboldt-Stiftung. An der Staatlichen Universität Jerewan lehrte er 2007 als Dozent für Germanistische Sprachwissenschaft. Von 2007 bis 2011 war er Professor für Vergleichende Sprachwissenschaft an der Jerewaner Staatlichen W. Brjussow-Universität für Sprachen und Sozialwissenschaften und hatte zusätzlich von 2008 bis 2010 den Lehrstuhl für Deutsch inne. Als Humboldt-Stipendiat forschte er 2012 am Institut für Orientalistik der Armenischen Nationalen Akademie der Wissenschaften, 2015 an der Fakultät für Griechische Philologie der Nationalen und Kapodistrias-Universität Athen und 2018 an der Universität Isfahan. Von 2013 bis 2014 war er Lektor für germanistische Linguistik an der Universität Erfurt. Von 2016 bis 2017 war er Professor für Germanistik an der Universität Nizwa. Von 2021 bis 2022 übernahm er die Vakanzvertretung der Professur für Vergleichende Sprachwissenschaft an der Johann-Wolfgang-Goethe-Universität Frankfurt am Main.
Seine Arbeitsschwerpunkte sind allgemeine und vergleichende Sprachwissenschaft und kontrastive Linguistik, Indogermanistik, Armenologie, griechische, lateinische und germanistische Linguistik sowie Deutsch als Fremdsprache.

## Schriften (Auswahl)
- Die trikasuellen Lokalpartikeln bei Homer. Syntax und Semantik (= Historische Sprachforschung. Ergänzungsheft 44). Vandenhoeck & Ruprecht, Göttingen 2004, ISBN 3-525-26234-5 (zugleich Dissertation, FU Berlin 1997).
- Der Dual im Indogermanischen. Genealogischer und typologischer Vergleich einer grammatischen Kategorie im Wandel (= Indogermanische Bibliothek, Reihe 3, Untersuchungen). Winter, Heidelberg 2011, ISBN 978-3-8253-5111-3 (zugleich Habilitationsschrift, FU Berlin 2003).
- als Verfasser mit Michael Meier-Brügger: Indogermanische Sprachwissenschaft. Walter de Gruyter, Berlin 2021 (10., völlig neu bearbeitete Auflage), ISBN 978-3-11-059832-2
- als Herausgeber mit Marcos Albino: Johanna Narten: Kleine Schriften. Bd. 1, Reichert, Wiesbaden 1995, ISBN 3-88226-848-4.
- als Herausgeber mit Susanne Zeilfelder: Novalis indogermanica. Festschrift für Günter Neumann zum 80. Geburtstag (= Grazer vergleichende Arbeiten. Band 17). Leykam, Graz 2002, ISBN 3-7011-0032-2.
- als Herausgeber mit Ilse Wischer: Historisch-vergleichende Sprachwissenschaft und germanische Sprachen. Akten der 4. Neulandtagung der Historisch-Vergleichenden Sprachwissenschaft in Potsdam 2001 (= Innsbrucker Beiträge zur Sprachwissenschaft. Band 113). Inst. für Sprachwiss., Innsbruck 2004, ISBN 3-85124-695-0.
- als Herausgeber mit Jared Klein und Brian Joseph: Handbook of Comparative and Historical Indo-European Linguistics (Handbücher zur Sprach- und Kommunikationswissenschaft – HSK 41/1). de Gruyter, Berlin / New York 2017, ISBN 978-3-11-018614-7.
- als Herausgeber mit Jared Klein und Brian Joseph: Handbook of Comparative and Historical Indo-European Linguistics (Handbücher zur Sprach- und Kommunikationswissenschaft – HSK 41/2). de Gruyter, Berlin / New York 2017, ISBN 978-3-11-052161-0.
- als Herausgeber mit Jared Klein und Brian Joseph: Handbook of Comparative and Historical Indo-European Linguistics (Handbücher zur Sprach- und Kommunikationswissenschaft – HSK 41/3). de Gruyter, Berlin / New York 2018, ISBN 978-3-11-054036-9.
- als Herausgeber mit Tomoki Kitazumi und Marina Veksina: Maiores philologiae pontes: Festschrift für Michael Meier-Brügger zum 70. Geburtstag. Beech Stave Press, Ann Arbor / New York 2020, ISBN 978-0-9895142-8-6.
- als Übersetzer: Jeghische Tscharenz. Die Reisenden auf der Milchstraße (= Schöner lesen. Band 82). SuKuLTuR, Berlin 2009, ISBN 978-3-937737-97-3.